# Physiomorphus antennatus
Physiomorphus antennatus es una especie de coleóptero de la familia Mycteridae.

## Distribución geográfica
Habita en Brasil.